# Saurauia madrensis
Saurauia madrensis är en tvåhjärtbladig växtart som beskrevs av B.T. Keller och D.E. Breedlove. Saurauia madrensis ingår i släktet Saurauia och familjen Actinidiaceae. Inga underarter finns listade i Catalogue of Life.

## Bildgalleri

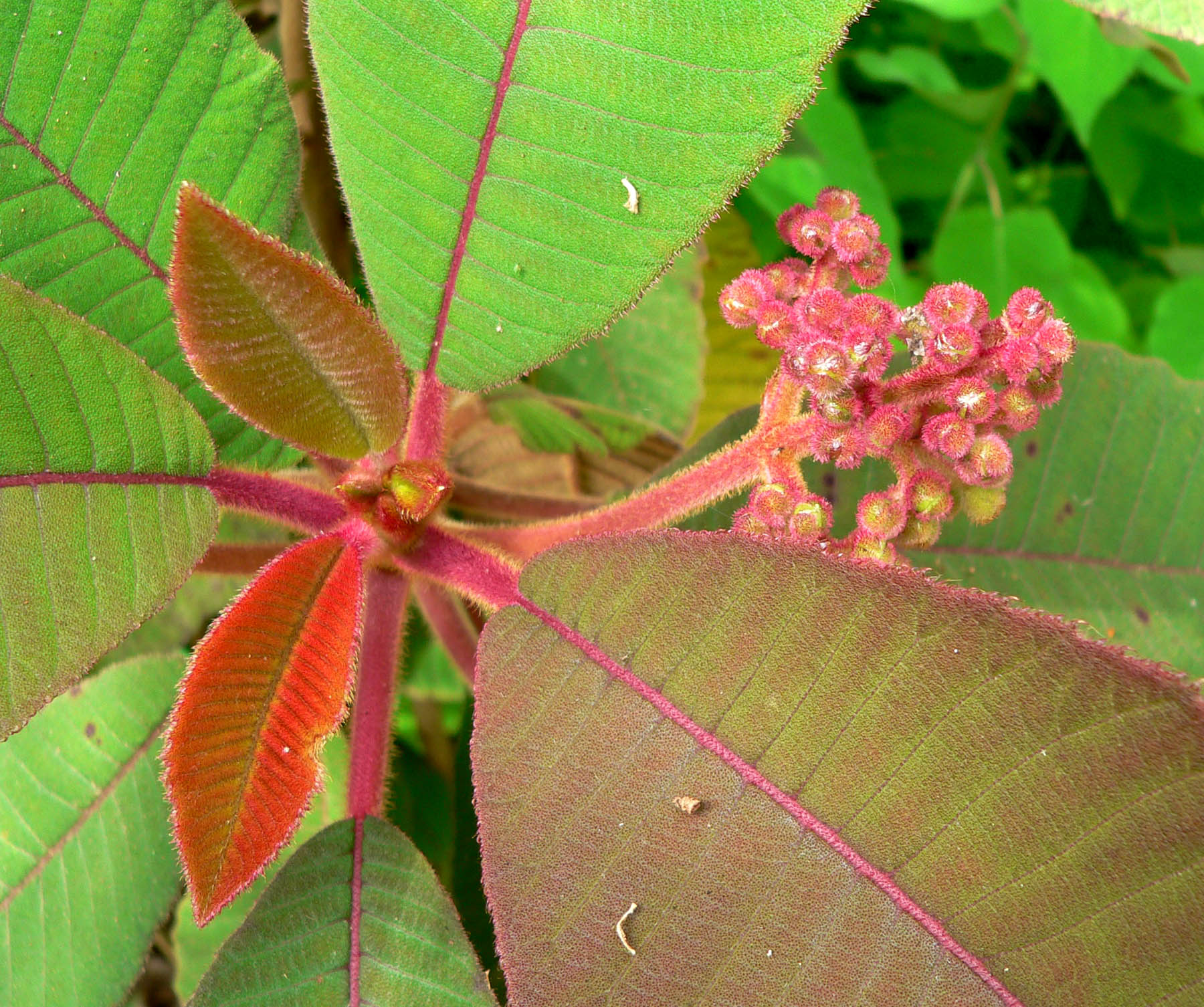